# Amblygobius linki
 Amblygobius linki és una espècie de peix de la família dels gòbids i de l'ordre dels perciformes.

## Morfologia
Els mascles poden assolir els 4,4 cm de longitud total.

## Distribució geogràfica
Es troba a les Filipines i a l'oest de Nova Guinea.